# 木格镇 (广宁县)
木格镇，是中华人民共和国广东省肇庆市广宁县下辖的一个乡镇级行政单位。

## 行政区划
木格镇下辖以下地区：
木格社区、白沙坑村、册田村、丰田村、芙洞村、九应村和白银村。